# Robert Dover
Robert Jeffrey Dover (* 7. Juni 1956 in Chicago, Illinois) ist ein US-amerikanischer Dressurreiter, sechsfacher Olympiateilnehmer und seit 2010 Nationalcoach der kanadischen Dressurreiter.

## Privates
Nach seiner Schulzeit studierte Dover an der University of Georgia.
1988 lernte er den Dressurreiter Robert Ross kennen, mit dem er seitdem liiert ist.

## Werdegang
1984 nahm Dover erstmals an den Olympischen Spielen teil, damals belegte er im Einzel Rang 17 und mit dem Team Platz 6.
1996 gründete Dover die Equestrian Aid Foundation.
Dover wurde 2010 zum Nationalcoach der kanadischen Dressurreiter gewählt.